# Orel Hershiser
Orel Leonard Hershiser IV (né le 16 septembre 1958 à Buffalo, New York, États-Unis) est un ancien lanceur droitier des Ligues majeures de baseball ayant joué de 1983 à 2000, notamment pour les Dodgers de Los Angeles et les Indians de Cleveland.
Il est surtout reconnu pour ses performances durant la saison 1988, au cours de laquelle il a remporté 23 victoires, établi le record de 59 manches consécutives sans accorder de point, remporté le trophée Cy Young remis au meilleur lanceur de la Ligue nationale et été nommé joueur par excellence de la Série de championnat et de la Série mondiale, gagnée par les Dodgers.

## Carrière

### Débuts
Joueur des Falcons de l'université d'État de Bowling Green, Orel Hershiser est repêché par les Dodgers de Los Angeles au 17e tour de sélection en 1979. Il bénéficie à ce moment de bien peu de considération des dépisteurs des Dodgers : le rapport des recruteurs indique en effet qu'il n'a « pas de contrôle » sur ses lancers, que sa « balle rapide manque de vélocité pour un homme de cette taille », qu'il ignore comment « lancer correctement une balle courbe », et qu'il « perd facilement son sang-froid ». Ses débuts en ligues mineures, où il est presque exclusivement lanceur de relève, sont ponctués de hauts et de bas. En 1981, il mène la Ligue du Texas pour les sauvetages et présente une spectaculaire moyenne de points mérités de 0,51 lorsqu'il accorde 20 points en 7 manches lors d'un voyage à l'étranger des Dodgers de San Antonio, ce qui gonfle sa moyenne à 4,72. L'intervention des instructeurs de l'équipe empêche le jeune homme découragé d'abandonner le baseball. 
En 1982, Hershiser gradue au niveau Triple-A, le plus haut échelon des ligues mineures. Ses performances comme releveur sont suffisamment bonnes pour que les Rangers du Texas s'intéressent à lui et offrent Jim Sundberg en échange de ses services; les Dodgers sont d'accord mais le receveur des Rangers exige une renégociation des termes de son contrat, ce qui fait avorter la transaction.

### Dodgers de Los Angeles

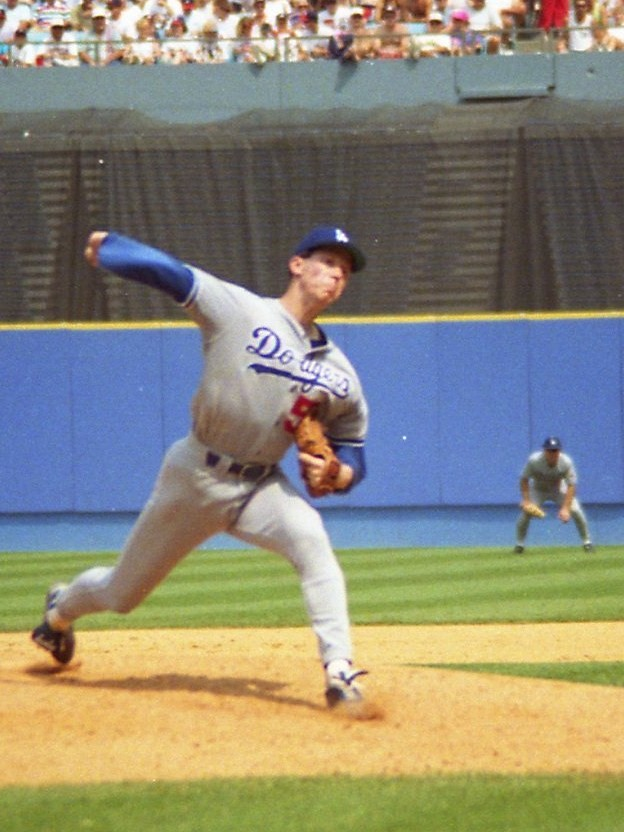
Orel Hershiser lançant pour les Dodgers de Los Angeles en 1993.

Après sa seconde saison en Triple-A avec les Dukes d'Albuquerque, Hershiser est pour la première fois appelé au plus haut niveau et fait ses débuts dans le baseball majeur avec les Dodgers de Los Angeles le 1er septembre 1983 comme lanceur de relève face aux Expos de Montréal.
Le gérant des Dodgers, Tommy Lasorda, est au départ insatisfait de l'attitude du jeune homme, qu'il trouve trop timoré. Au cours d'une sortie difficile de Hershiser, Lasorda se rend au monticule et semonce son lanceur de telle manière que les joueurs des Dodgers surnommeront l'événement « le sermon sur le monticule », en référence au sermon sur la montagne, un jeu de mots avec mount (« montagne » en anglais) et mound (« monticule »). Hershiser hérite du surnom Bulldog de Lasorda, qui selon la légende lui hurle ce mot de l'abri des joueurs dans l'espoir de compenser pour l'apparence frêle du jeune joueur, qui ne fait que 86 kg (190 livres pour 1,90 m (6 pieds et 3 pouces). Le surnom colle au lanceur, réputé dans les années suivantes pour sa ténacité dans ses efforts pour retirer les frappeurs adverses.

## Honneurs et exploits
- Gagnant du trophée Cy Young dans la Ligue nationale en 1988.
- Détenteur du record de 59 manches consécutives sans accorder de point (établi en 1988).
- Joueur par excellence de la Série mondiale 1988.
- Joueur par excellence de la Série de championnat de la Ligue nationale 1988.
- Joueur par excellence de la Série de championnat de la Ligue américaine 1995.
- A lancé dans trois séries mondiales (avec Los Angeles en 1988 et Cleveland en 1995 et 1997).
- A participé trois fois au match des étoiles (1988, 1989, 1990).
- Gagnant d'un Gant doré dans la Ligue nationale à la position de lanceur (1988).
- Gagnant d'un Bâton d'argent dans la Ligue nationale à la position de lanceur (1993).